# Elmore (Vermont)
Elmore ist eine Town im Lamoille County des Bundesstaates Vermont in den Vereinigten Staaten mit 886 Einwohnern (laut Volkszählung von 2020).

## Geografie

### Geografische Lage
Elmore liegt im Südosten des Lamoille Countys, in einem rauen Gebirgsteil der Green Mountains, an der Grenze zum Washington County. Ein Teil der Bäche entwässert in nördliche Richtung in den Lamoille River und in südliche Richtung in den Winooski River. Es gibt mehrere größere Seen auf dem Gebiet der Town. Der Größte ist der Lake Elmore im Norden. Im Süden liegen der Hartwood Pond und der Little Pond.  Das Gebiet der Town ist sehr hügelig, die höchste Erhebung ist der im Norden liegende 787 m hohe Elmore Mountain. Er befindet sich im Elmore State Park. Daran angrenzend und in südliche Richtung verlaufend liegt der CC Putnam State Forest.

### Nachbargemeinden
Alle Entfernungen sind als Luftlinien zwischen den offiziellen Koordinaten der Orte aus der Volkszählung 2010 angegeben.
- Nordosten: Wolcott, 6,7 km
- Nordosten: Hardwick, 18,1 km
- Südostenen: Woodbury, 12,0 km
- Süden: Calais, 6,9 km
- Südwesten: Worcester, 9,2 km
- Westen: Stowe, 22,0 km
- Nordwesten: Morristown, 7,5 km

### Klima
Die mittlere Durchschnittstemperatur in Elmore liegt zwischen −11,7 °C (11 °Fahrenheit) im Januar und 18,3 °C (65 °Fahrenheit) im Juli. Damit ist der Ort gegenüber dem langjährigen Mittel der USA um etwa 9 Grad kühler. Die Schneefälle zwischen Mitte Oktober und Mitte Mai liegen mit mehr als zwei Metern etwa doppelt so hoch wie die mittlere Schneehöhe in den USA. Die tägliche Sonnenscheindauer liegt am unteren Rand des Wertespektrums der USA, zwischen September und Mitte Dezember sogar deutlich darunter.

## Geschichte

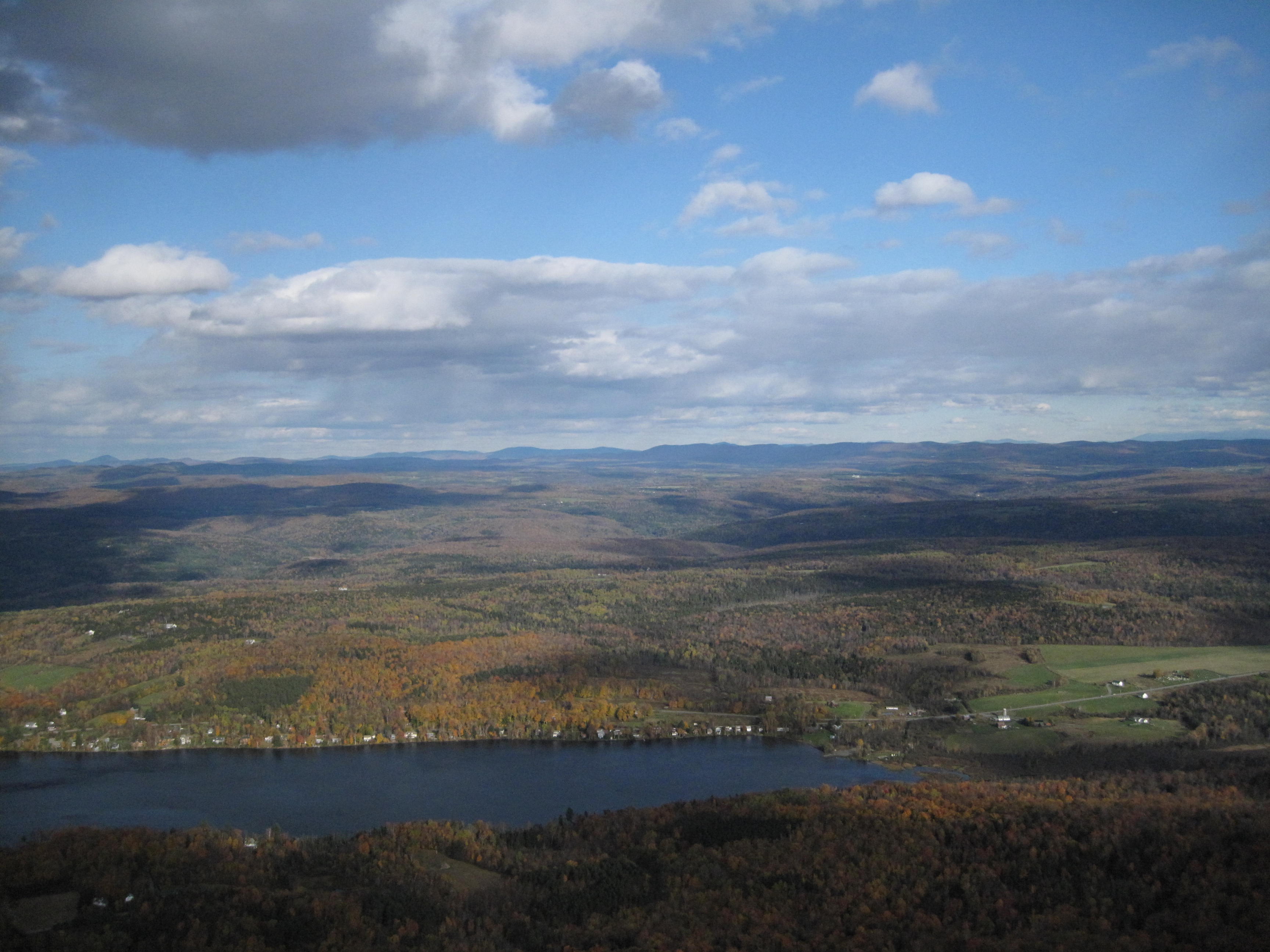
Blick vom Mount Elmore

Der Grant für Elmore wurde am 7. November 1780 an Colonel Samuel Elmore und weitere Siedler vergeben und nach Colonel Elmore benannt. Festgesetzt wurde das am 21. August 1781. Die Besiedlung startete 1790 und zu den ersten Siedlern gehörten Martin und Jesse Elmore. Die konstituierende Versammlung der Town fand am 23. Juli 1794 statt. Die Nehmer des Grants waren Soldaten im Amerikanischen Unabhängigkeitskrieg. Unter den Nehmern des Grants war auch General Oliver Wolcott, nach dem die angrenzende Town Wolcott benannt wurde.

### Einwohnerentwicklung
| Jahr      | 1700 | 1710 | 1720 | 1730 | 1740 | 1750 | 1760 | 1770 | 1780 | 1790 |
| --------- | ---- | ---- | ---- | ---- | ---- | ---- | ---- | ---- | ---- | ---- |
| Einwohner |      |      |      |      |      |      |      |      |      | 12   |
| Jahr      | 1800 | 1810 | 1820 | 1830 | 1840 | 1850 | 1860 | 1870 | 1880 | 1890 |
| Einwohner | 45   | 157  | 157  | 442  | 476  | 504  | 602  | 637  | 682  | 593  |
| Jahr      | 1900 | 1910 | 1920 | 1930 | 1940 | 1950 | 1960 | 1970 | 1980 | 1990 |
| Einwohner | 550  | 553  | 468  | 382  | 300  | 312  | 237  | 292  | 421  | 573  |
| Jahr      | 2000 | 2010 | 2020 | 2030 | 2040 | 2050 | 2060 | 2070 | 2080 | 2090 |
| Einwohner | 849  | 855  | 886  |      |      |      |      |      |      |      |

## Wirtschaft und Infrastruktur

### Verkehr
Die  Vermont Route 12 verläuft in nordsüdlicher Richtung von Morristown im Norden nach Worchester im Süden. Sie führt entlang des Lake Elmore. Es gibt keine Bahnstation in Elmore. Die nächsten Amtrak Stationen befinden sich in Waterbury oder Montpelier.

### Öffentliche Einrichtungen
Es gibt kein Krankenhaus in Elmore. Das nächstgelegene Hospital ist das Copley Hospital in Morrisville.

### Bildung
Elmore gehört mit Morristown und Stowe zur  Lamoille South Supervisory Union. Die Elmore School befindet sich an der Vermont Route 12.
In Elmore gibt es keine Bibliothek. Die nächstgelegenen befinden sich in Wolcott, Morrisville und Hyde Park.

## Persönlichkeiten

### Söhne und Töchter der Stadt
- George W. Bailey (1833–1865), Politiker und Secretary of State von Vermont